# St. Petersburg (Quadrille)
St. Petersburg ist eine Quadrille von Johann Strauss Sohn (op. 255). Sie wurde am 26. Mai 1861 im Palast des Großfürsten Konstantin in Pawlowsk in Russland erstmals aufgeführt.

## Einzelnachweis
1. ↑  Quelle: Englische Version des Booklets (Seite 44) in der 52 CDs umfassenden Gesamtausgabe der Orchesterwerke von Johann Strauß (Sohn), Hrsg. Naxos (Label). Das Werk ist als achter Titel auf der 14. CD zu hören.